# Spernerov poučak
Spernerov poučak, matematički poučak iz teorije skupova Nosi ime po njemačkom matematičaru Emanuelu Sperneru.
Maksimalan antilanac u P ([n]) duljine je 
{\displaystyle {n \choose k}={n \choose \lfloor {n/2}\rfloor }}